# Rosa Jasmin
Der Rosa Jasmin (Jasminum beesianum) ist eine Pflanzenart aus der Familie der Ölbaumgewächse (Oleaceae). Das Verbreitungsgebiet liegt in West-China. Die Art wird manchmal aufgrund der Blüten als Zierpflanze verwendet. 

## Beschreibung
Der Rosa Jasmin ist ein sommer- bis halbimmergrüner, schwach kletternder, 1 bis 3 Meter hoher, verholzender Halbstrauch oder Strauch mit schlanken, gerillten Zweigen und behaarten jungen Trieben. 
Die Blätter stehen gegenständig an 0,5 bis 3 Millimeter langen Stielen. Die Blätter sind „unifoliolate“, also mit nur einem Blättchen. Das ist ganzrandige, leicht ledrig, eiförmig bis -lanzettlich, 1 bis 4 Zentimeter lang, 0,3 bis 1,8 Zentimeter breit, spitz bis zugespitzt und mit abgerundeter Basis. Beide Seiten sind olivgrün und spärlich behaart. Es werden ein bis drei kaum sichtbare Nervenpaare erster Ordnung gebildet. 
Der Rosa Jasmin ist heterostyl und distyl. Die Blüten stehen achselständig, einzeln oder in kleinen Gruppen bis zu fünft und wachsen an 0,2 bis 1,8 Zentimeter langen Stielen. Die duftenden Blüten sind zwittrig mit doppelter Blütenhülle. Der kleine, kurz becherförmige Kelch ist fünf- bis siebenzipfelig, kahl oder zottig behaart und die schmalen Zipfel sind 3 bis 10 Millimeter lang. Die Krone ist rot, rosa bis purpurn, trichterförmig, mit 0,9 bis 1,5 Zentimeter langer, schlanker, innen behaarter Kronröhre und vier bis acht 3 bis 9 Millimeter lange Zipfel. Es sind 2 kurze Staubblätter in der Kronröhre vorhanden. Der zweikammerige Fruchtknoten ist oberständig mit schlankem Griffel mit leicht zweilappiger Narbe. 
Als Früchte werden schwarze, rundliche bis ellipsoide, 5 bis 12 Millimeter lange und 5 bis 9 Millimeter breite, kahle, ein- bis zweisamige Beeren mit beständigem Kelch gebildet.  
Die Art blüht von November bis Juni, die Früchte reifen von Juni bis November. 
Die Chromosomenzahl beträgt {\displaystyle 2n=26}.

## Verbreitung und Ökologie
Das Verbreitungsgebiet des Rosa Jasmin liegt im Westen Chinas in den Provinzen Guizhou, Sichuan und Yunnan. Er wächst in Steppen und trockenen Wäldern in 1000 bis 3600 Metern Höhe auf frischen, schwach sauren bis schwach alkalischen, sandig-lehmigen bis lehmigen, mäßig nährstoffreichen Böden an licht- bis halbschattigen Standorten. Die Art ist wärmeliebend und nur mäßig frosthart.

## Systematik und Forschungsgeschichte
Der Rosa Jasmin (Jasminum beesianum) ist eine Art aus der Sektion Jasminum, Gattung Jasminum, die der Tribus Jasmineae, Familie Ölbaumgewächse (Oleaceae) zugeordnet ist. Die Art wurde von George Forrest und Ludwig Diels 1912 erstbeschrieben.

## Verwendung
Der Rosa Jasmin wird manchmal aufgrund der dekorativen Blüten als Zierpflanze verwendet.